# تركيب جبسون

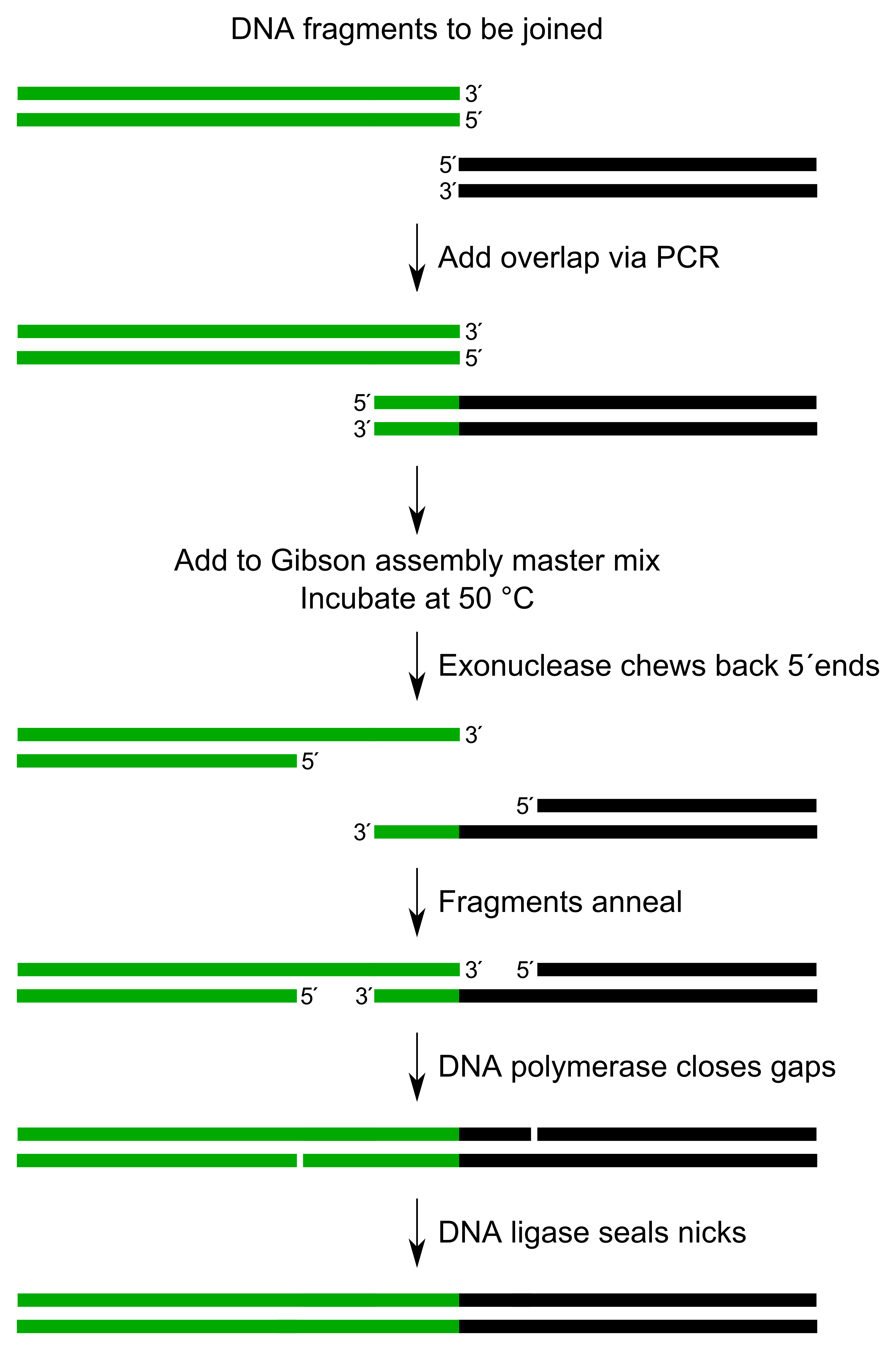

تركيب جبسون- أو تجميع جيبسون، هي طريقة أستنساخ جزيئي تسمح بضم أجزاء متعددة من الحمض النووي في تفاعل حراري واحد. وسميت على اسم دانيال جيبسون، والذي أبتكرها في عام 2009م، والذي كان يشغل منصب كبير مسؤولى التكنولوجيا والمؤسس المشارك لشركة البيولوجيا الأصطناعية أو علم الأحياء التركيبي (تليسيس بيلو). وتعد هذه التقنية أكثر كفاءة من طرق إعادة التركيب الجيني للبلازميد، غير أنها كانت باهظة الثمن، حيث كانت لا تزال حت براءة الأختراع.

## العملية
عملية تركيب جيبسون بأكملها تتطلب عددًا قليلاً من المكونات، مع وجود بعض التعديلات الطفيفة، ومن خلال هذه الطريقة يمكن الجمع بين حوالى 15 جزء من الحمض النووي في وقت واحد بناء على هوية التسلسل. ويتطلب ذلك أن تحتوي أجزاء الحمض النووي على تداخل يتراوح ما بين 20 إلى 40 زوجًا من القواعد مع أجزاء الحمض النووي المجاورة، ويتم خلط أجزاء الحمض النووي هذه بمزيج يتكون من ثلاثة إنزيمات، بالإضافة إلى مكونات عازلة أخرى. والإنزيمات الثلاثة المطلوبة تتمثل في: نوكلياز خارجية ، وبوليميراز الحمض النووي ، وليغاز الحمض النووي. وتتم هذه العملية من خلال الخطوات التالية:
- يقوم نوكلياز باستيعاب الحمض النووي من الطرف 5'، وبالتالي لا تمنع نشاط البوليميراز ويسمح بحدوث التفاعل في عملية واحدة.[3] يمكن أن تترابط المناطق آحادية السلسلة الناتجة على شظايا الحمض النووي المجاورة.
- يتضمن بوليميراز الحمض النووي النيوكليوتيدات لملء أي فجوات.
- ينضم رابط الحمض النووي تساهميًا إلى الحمض النووي للأجزاء المجاورة، وبالتالي إزالة أي شقوق في الحمض النووي.

والناتج من هذه العملية عبارة عن شظايا مختلفة من الحمض النووي، يتم تجميعها في شظية واحدة. ويمكن تجميع الجزييات إما بشكل خطي أو بشكل دائري مغلق.

وبشكل عام فهناك صورتان من طريقة تجميع جيبسون، صورة تتم من خطوة واحدة، وصورة تتم من خلال خطوتين، ويمكن تنفيذ كلتا الطريقتين في وعاء فاعل واحد. وتسمح طريقة تجميع جيبسون من خطوة واحدة بتجميع ما يصل إلى 5 شظايا مختلفة باستخدام عملية متساوية الحرارة من خطوة واحدة . في هذه الطريقة، يتم دمج الشظايا ومزيج رئيسي من الإنزيمات ويتم تحضين الخليط بالكامل عند 50 درجة مئوية لمدة تصل إلى ساعة واحدة. لإنشاء تركيبات أكثر تعقيدًا مع ما يصل إلى 15 شظية، أو للتركيبات التي تتضمن شظايا من 100 زوج أساسي إلى 10 كيلو، وفي طريقة تجميع جيبسون من خطوتين. يتطلب التفاعل من خطوتين إضافتين منفصلتين للمزيج الرئيسي. أحد التفاعلات هو لخطوة إكسونوكلياز والتلدين بينما الآخر لخطوة بوليميراز الحمض النووي والربط. بالنسبة للطريقة من خطوتين، يتم استخدام درجات حرارة حضانة مختلفة لتنفيذ عملية التجميع.

## المزايا

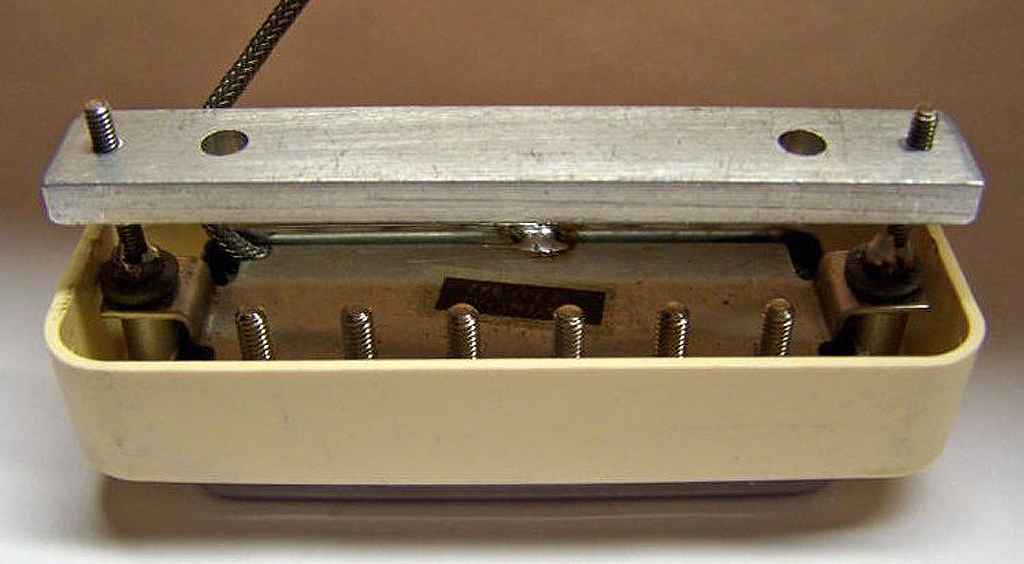

تتمتع طريقة جيبسون لتجميع الحمض النووي بالعديد من المزايا، مقارنة باستنساخ الحمض النووي المعاد تركيبه باستخدام إنزيم الربط التقليدي، والتي منها على سبيل المثال:
- لا يلزم استيعاب أجزاء الحمض النووي بشكل مقيد بعد تفاعل البوليميراز المتسلسل. ومع ذلك، يمكن استيعاب الناقل الأساسي أو تصنيعه بواسطة تفاعل البوليميراز المتسلسل.
- إنها أرخص وأسرع من مخططات الاستنساخ التقليدية، لأنها تتطلب خطوات أقل وكواشف أقل.
- لا يبقى أثر في موقع الربط بين قطعتي الحمض النووي، ولكن المنطقة بين الخيوط المزدوجة والنهايات المعلقة تكون عرضة قليلاً للطفرة عندما يغلق بوليميراز الحمض النووي الفجوات.
- يمكن دمج ما يصل إلى 5 أجزاء من الحمض النووي في وقت واحد في تفاعل وعاء واحد باستخدام مزيج رئيسي من الإنزيمات في خطوة واحدة.
- يمكن دمج ما يصل إلى 15 قطعة في وقت واحد باستخدام تفاعل من خطوتين. في الطريقة المكونة من خطوتين، تتم خطوات إكسونوكلياز والتلدين أولاً. يتبع ذلك إضافة بوليميراز الحمض النووي والليجاز في خطوة ثانية.
- يمكن أيضًا استخدام طريقة تجميع جيبسون للتطفر نوعي الموقع لتضمين الطفرات الخاصة بالموقع مثل عمليات الإدراج والحذف والطفرات النقطية.